# Skyscraper Museum

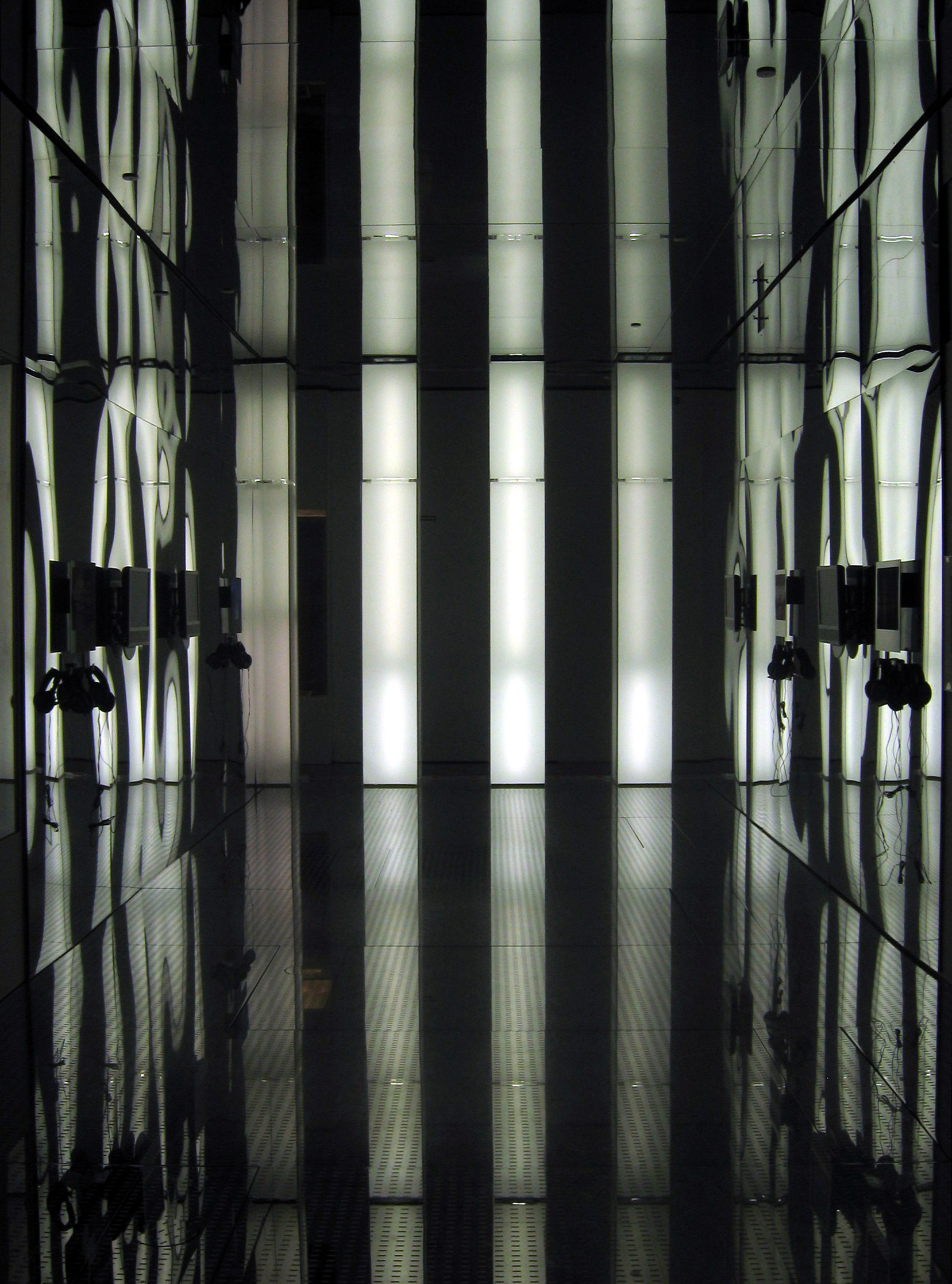
Interior del Skyscraper Museum.

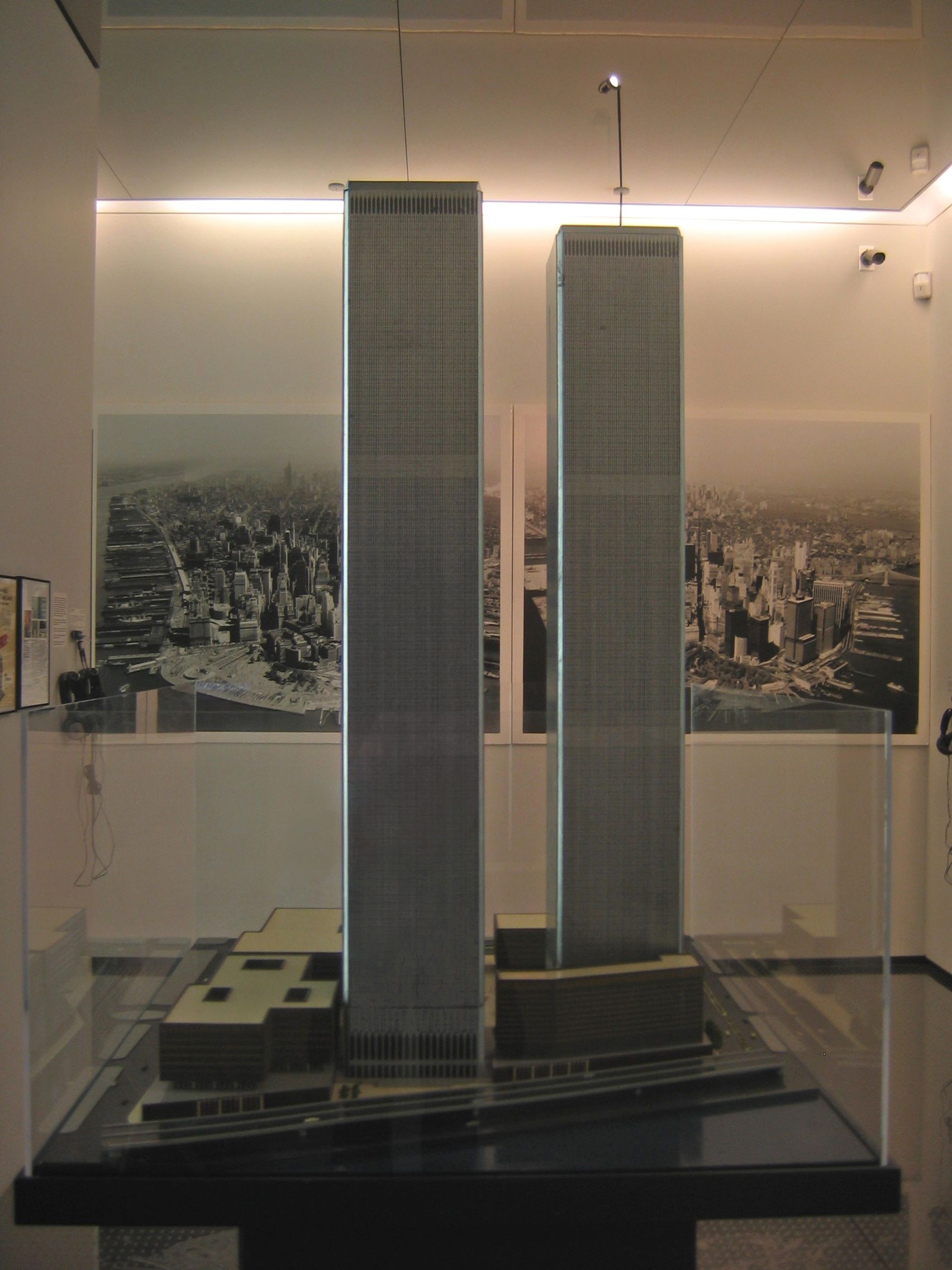
Modelo original del World Trade Center exhibiéndose en el Skyscraper Museum.

El Skyscraper Museum (en español, Museo de los Rascacielos) es un museo fundado en 1997 y localizado en la ciudad de Nueva York (Estados Unidos). Es actualmente el único museo de esta índole en el mundo. Como su nombre sugiere, el museo se centra en edificios de altura como "objetos de diseño, productos de la tecnología, lugares de construcción y lugares de trabajo y residencia".
El lugar original del museo estaba ubicado muy cerca del World Trade Center. Tras los ataques terroristas del 11 de septiembre, el museo tuvo que cerrar temporalmente ya que su solar iba a ser utilizado como centro de información de emergencia. En marzo del 2004, el museo reabrió sus puertas en su nueva casa permanente en el barrio de Battery Park City en la parte sur de Manhattan. El nuevo emplazamiento ha sido diseñado por Roger Duffy de Skidmore, Owings & Merrill.
El 6 de septiembre de 2006 el museo abrió y exhibió una historia sobre la construcción de las Torres Gemelas. La exhibición incluye el modelo arquitectónico original de las Torres Gemelas.
Además de las exhibiciones a puerta cerrada, el museo también subvenciona muestras a puertas abiertas y programas en varias localidades de la ciudad. Además, el museo ofrece una galería virtual única a través de su página web, el cual es un archivo avanzado de los rascacielos de Manhattan diseñados en 3D.
Carol Willis, profesora de la Universidad de Columbia e historiadora de obras arquitectónicas, es la directora fundacional del museo.